# Morolica
Morolica – gmina (municipio) w południowym Hondurasie, w departamencie Choluteca. W 2010 roku zamieszkana była przez ok. 5,7 tys. mieszkańców. Siedzibą administracyjną jest wieś Morolica.

## Położenie
Gmina położona jest w północnej części departamentu. Graniczy z 6 gminami:
- San Antonio de Flores od północy,
- Duyure od wschodu,
- San Marcos de Colón od południa i południowego wschodu,
- Apacilagua od południa,
- Liure od zachodu,
- Vado Ancho od zachodu i północnego zachodu.

## Miejscowości
Według Narodowego Instytutu Statystycznego Hondurasu na terenie gminy położone były następujące wsie: Morolica, Agualcaguaire, Cerco de Piedra, El Potrero, La Enea, San Marquitos.

## Demografia
Według danych honduraskiego Narodowego Instytutu Statystycznego na rok 2010 struktura wiekowa i płciowa ludności w gminie przedstawiała się następująco:
| Wiek      | 0–3 | 4–6 | 7–12 | 13–17 | 18–24 | 25–64 | 65+ | razem |
| Morolica  | 655 | 464 | 840  | 601   | 744   | 2 059 | 368 | 5 731 |
| Mężczyźni | 338 | 242 | 445  | 308   | 450   | 1 060 | 196 | 3 040 |
| Kobiety   | 317 | 221 | 396  | 293   | 293   | 998   | 172 | 2 691 |